# 上海“11·15”特别重大火灾
上海“11·15”特别重大火灾（官方命名为上海市静安区胶州路公寓大楼“11·15”特别重大火灾事故）發生在2010年11月15日14时许，位于中华人民共和国上海市静安区胶州路728号靜安教師公寓大楼，据官方媒体报道，火灾共造成58人死亡，死者多为退休教師，另有71人在火灾中受伤。
國務院调查组认定，该事故原因系电焊工人违章操作，致使易燃的尼龙安全网遭焊渣点燃，而工程本身也涉及非法分包和安全监管缺失，是一起不该发生的、完全可以避免的事故。本次事件造成直接经济损失1.58亿元人民币，共有54人因此事件受到行政处分，28人被追究刑事责任。政府给予受灾居民以全额补偿，但政府在处理本次事件中对媒体进行审查、信息公开不透明等引发了争议，也引发了对于高层建筑消防安全的思考。

## 背景和经过

### 事发地
事发建筑为上海市静安区胶州路728号（静安教师公寓，也称胶州路教师公寓），共28层，高85米，1997年落成，总建筑面积为4万平方米。

### 政府工程
这次火灾涉及政府部门对居民楼外墙的节能改造实事工程。在2010年11月18日播出的中国中央电视台《新闻1+1》节目《防“火”于未“燃”》中，白岩松指出：“國務院的调查组在公布这个原因的会议上，记者也获悉，（这）一个工程并不是一个普普通通的商业工程，而是上海市静安区政府所做的，为老百姓办实事的工程，也就是说，带有某种政府的政绩工程，或者叫‘民心工程’，或者叫‘形象工程’。”

### 层层转包

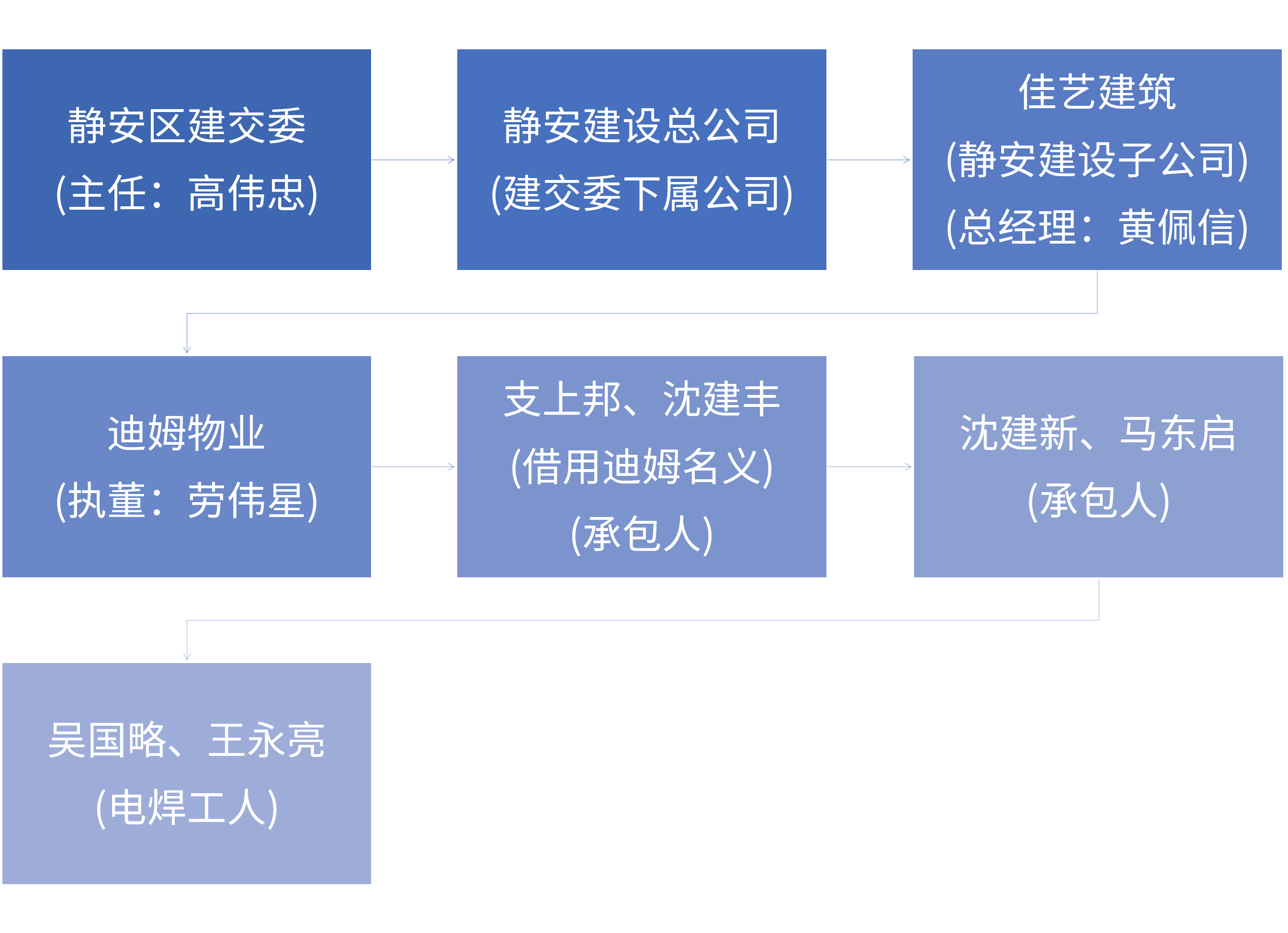
静安区教师公寓外墙工程层层外包流程示意图（以脚手架搭设项目为例）

2010年6月，时任上海市静安区建设和交通委员会主任高伟忠接受了上海佳艺建筑装饰工程公司（该委员会所属上海市静安区建设总公司的下属企业）时任法定代表人、总经理黄佩信的请求，以违反相关法律规定的的方式，决定让静安区建设总公司承包静安教师公寓的改造项目，并转包给佳艺建筑公司，而后者不具备相应的建设资质。此后，黄佩信又和该建筑公司副经理马义镑将工程再次分拆外包。其中，外墙保温部分由个体人员张利以上海亮迪化工科技有限公司的名义和资质承包；而在获得上海迪姆物业管理公司法定代表人劳伟星同意后，支上邦、沈建丰两名个人借用该物业公司名义承接了脚手架搭设项目。而脚手架搭建工程中的电焊作业，又被无资质的个人沈建新承包。沈建新在承包后，委托个人马东启招用了没有电焊工资质的吴国略、王永亮二人实施该项作业。
2010年9月下旬，在工程手续不齐全的情况下，高伟忠决定开工，而其下属积极实施该决定。同年10月，为赶工期，该项目的项目经理沈大同决定搭设脚手架和喷涂外墙保温材料两项工程交叉施工，此项决定虽然严重违反安全规程，但未获建筑公司及监理方的阻止。

### 起火一瞬
事发当日，在无灭火器及接火盆的情况下，支上邦要求马东启完成脚手架增加斜撑的施工。经安排，两位电焊工实施脚手架焊接施工。在没有防护措施的情况下，火花直接从10层落到9层，引燃聚氨酯保温材料，引发大火。
据國務院调查組調查，起火点位于北侧10层楼左右的脚手架。火灾发生时，由于大楼正在实施施工改造，建筑外表搭满了脚手架，包围着大量易燃物品，如易燃尼龙网、竹片板制的踏脚板，以致火势迅速蔓延（主要向垂直方向和周边蔓延），在极短时间形成大面积密集火情。同时，现场施工工地较大，风助火势，加速了火灾蔓延。

### 逃生
大火产生的烟雾数公里外可见。有些脚手架已被燒紅，有些脚手架往下掉，但亦有幸存者沿着脚手架爬下逃生。其中有人「顺脚手架从19楼爬至15楼，拖鞋被烤化；逃到15楼，逃生的邻居打开窗，把他们救进房间」。
有幸存者惊呼“在房间里也是烧死，我还不如跳死”。不少人被火困在高層打電話向親屬求救，然而無果。在2010年11月18日中国中央电视台《新闻1+1》节目中，白岩松指出「居民缺乏自救意识」是事件傷亡慘重五個原因之一，因為「逃生者在楼道里头只死亡了一个，剩下的几乎全部都是死在室内的，也就是说没有逃生的人反而都死亡了」。

### 救援高層困難

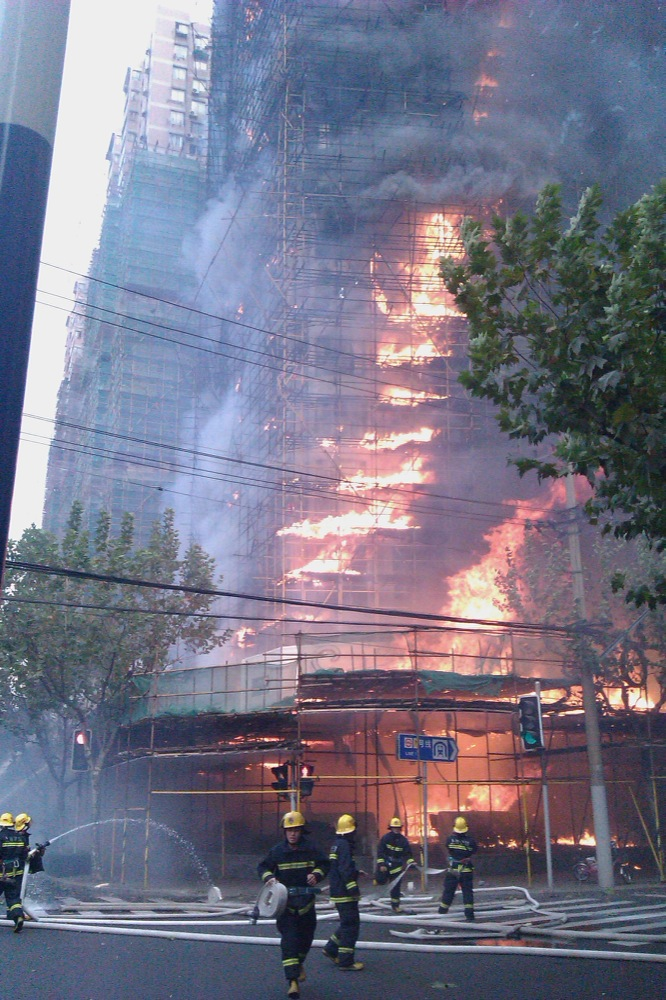
失火的大楼

2010年11月15日14时15分左右，上海市应急联动中心接到火灾报警，随后上海市消防局接警出动，共调集45个消防中队的各种消防车122辆，官兵1,300人。因火势很大，包围了整栋大楼，派出的救援直升机均无法靠近，而因云梯车限制20层以上的火灾难以控制。
大火持续了4个多小时，于18时30分左右大楼烧空后自然熄灭。被救居民基本被送往静安区中心医院、华山、华东、瑞金、长海、长征等9家医院接受救治，大部分伤员送往医院时病情较稳定。原上海市卫生局连夜调动专家组会诊，重伤员被集中转诊至上海市烧伤临床救治中心——瑞金医院、长海医院接受救治。

### 死伤

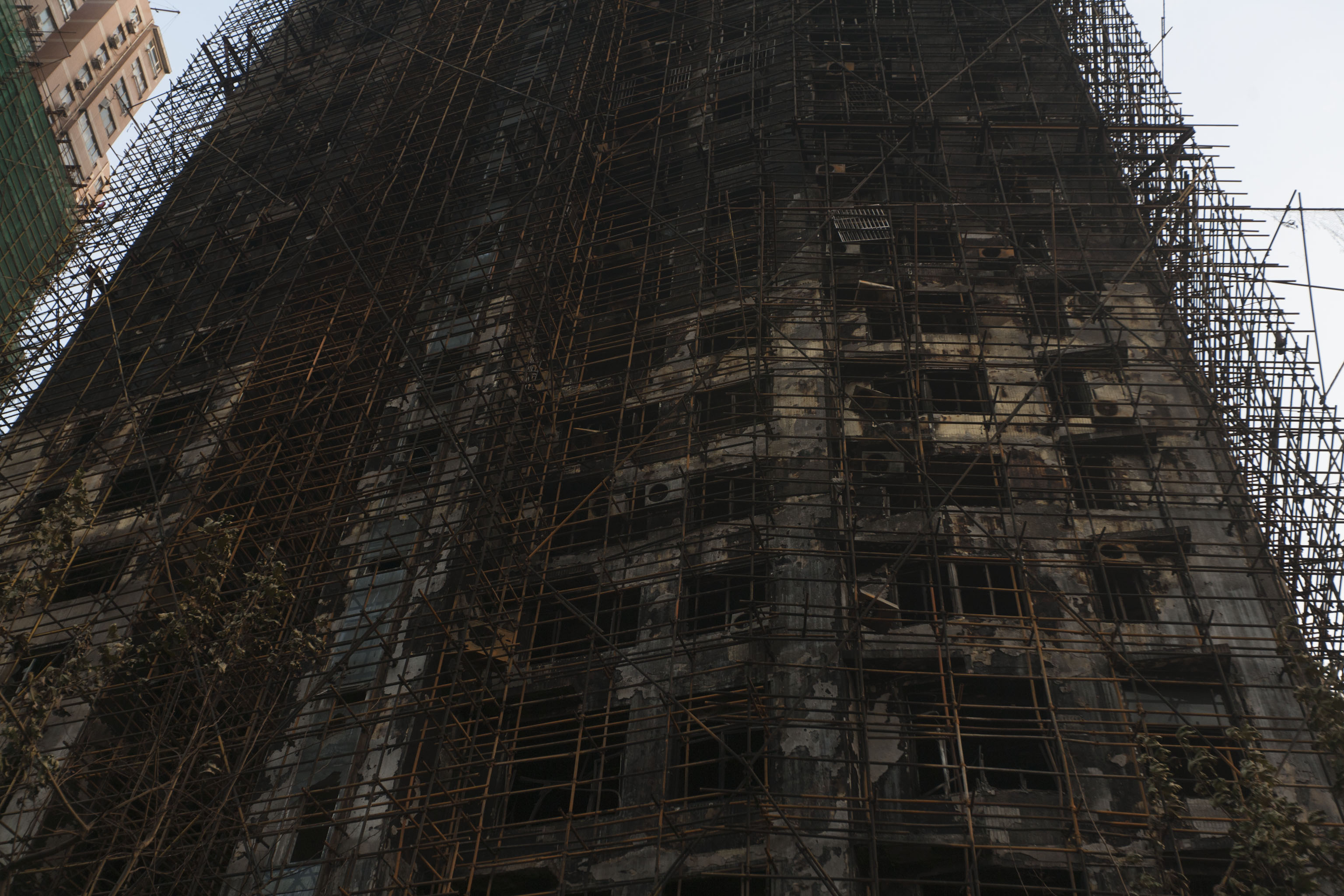
大火后的公寓楼

据官方媒体报道，58人因此次火灾死亡，包括男性22人，女性36人。受伤的居民中，各大医院共收治126人，其中住院接受治疗的有70人。《新民晚报》援引上海市政府新闻发布会的内容指出，受害者年龄段在3至85岁，有64.5%的居民在50岁以上，伤者老人小孩居多。之后《经济观察报》的报道证实，最小的遇难者为16个月大。
官方宣称，因考虑到家属隐私，没有公布具体的遇难者姓名名单，并称三分之一以上的家属不愿意公布遇难者姓名，但这一说法受到《扬子晚报》、《京華時報》等质疑。《新闻晨报》记者在临时安置点等地采访时报导了部分“11·15”火灾昌平路临时安置点内公布的部分逝者和尚未联系到的人员名单。此外，中华人民共和国公安部消防局副局长朱力平武警少将接受新华网专访时指出：「有9名工程人员既不向上也不向下逃生，躲在屋里，结果全部被有毒烟气致死。」。

## 政府反应

### 对事故救援的评价
2010年11月15日，国务委员、公安部部长孟建柱受中共中央、国务院的委托到达上海，指导救援和善后工作。次日，公安部消防局副局长朱力平接受新华社采访时对消防工作大加赞扬。在事后的记者发布会上，公安部副部长刘金国形容本次消防行动为“一场成功的典范战例”，并宣称“上海公安消防部队的装备水平在全国来说是比较精良的，人员素质和作战水平也是非常优秀的，在这次火灾救援中得到了充分展现”。

### 安置、救助和赔偿
事发后，受灾的大楼和临近两栋居民楼的住户已被安排在上海市16家宾馆的700多个房间居住，救助款也开始发放。12月15日，静安区推出《胶州路728号受灾住户善后过渡安置房租补贴建议方案》，设定70元/平方米/月的房租补贴标准（后提升为100元/平方米/月），按户发放。
事故赔偿方案于2010年11月23日公布，每位遇难人员将获得约96万元人民币赔偿和救助金。其中按《中华人民共和国侵权责任法》一次性死亡赔偿约65万元、政府综合帮扶和社会爱心捐助等31万元。非上海户籍遇难人员和上海籍遇难人员按同样标准处理，而房屋赔偿问题将按照市场价格作全额赔偿。静安区建设总公司作为赔偿主体，在受灾居民完成家庭物品财产损失申报后，委托评估机构评估人员进行财产评估，然后进行赔偿；而安置工作组设在昌平路728号（今静安区体育局驻地）。同时，人民网指出，赔偿标准为每平米5.1万元人民币，并不对家中财物做折旧处理，而是进行整体协商赔偿。但有受害者家属认为，赔偿不足以购买区内的新房屋，比起现金赔偿，他们更希望政府以新的公寓房作为赔偿。

### 政府检查与事后补救
事发后，上海市公安局、安监局在建筑业及相关政府部门进行安全生产检查、督察，并严查建筑营造商和电焊工人的资质，引发电焊工人自费培训的大潮，但也揭露了建筑商层层分包、资格挂靠及电焊工资质不全、资质造假等问题。此外，上海市建设交通委、旅游局也在建筑工地与宾馆等场所展开了安全生产检查，以防安全隐患。受火灾影响，北京市住建委和公安局也规定，外墙保温材料必须达到国家标准规定的阻燃要求，禁止与电气焊、砂轮切割等施工交叉作业，并严禁火种带入外墙保温施工现场。
事发后，同小区的另外两幢楼（胶州路718弄2号和常德路999号）居民被一并疏散安置。按照上海市建设交通委的安排，相关单位对楼房进行全面检测，两幢大楼的聚氨酯保温材料被铲除；此外，消防设施配备被整体更新，楼外换上新防护网。12月20日，这两栋楼的居民被允许搬回，但出于安全考虑，物业公司要求居民将打火机等易燃的随身物品弃置于楼栋门口。此外，因受灾大楼存在高空坠物风险，威胁行人和车辆的安全，相关部门于11月开始对大楼进行防护设施施工。但上海市人民政府并未对该大楼日后如何处置做出说明。

### 媒体管控
11月17日下午，《新京报》、《中国日报》、路透社与一家上海本地媒体的4名记者到殡仪馆采访遇难者家属时，被保安扣留约一小时，并要求写保证书保证不报道任何负面消息。《新京报》记者李强在微博上透露，在被保安扣留时，“现场的警察并未阻止，反而要求记者配合保安工作。”根据新加坡媒体19日的报道，有网站编辑透露称，政府要求内地所有网站降低对大火报道的规模；新闻来源只允许用官方新华社通稿，并清理论坛里不利于政府的言论。此外，《纽约时报》报导宣称，华声论坛（湖南日报社下属网站）曾因在火灾发生后出现批评中国的房地产行业的帖文而遭到关停。

### 官方悼念
官方的悼念活动于11月21日早晨八时许在事故现场举行。上海市主要领导人，包括中共中央政治局委员、上海市委书记俞正声及上海市市长韩正在内，在上午8点30分到场为遇难者献花。

### 国务院調查
11月15日，国务委员兼公安部部长孟建柱宣布，成立國務院上海“11·15”特别重大火灾事故调查组以调查事件。据该国务院調查組于11月17日召开的新闻发布会的内容，该事故被形容为“一起不该发生的、完全可以避免的事故”。“11·15”火灾发生时，上海胶州路728号大楼正在实施今年的静安区政府实事工程——节能综合整治项目。官方认定上海“11·15”特别重大火灾事故是一起责任事故。这起事故暴露出5个方面的问题：电焊工无资格证，严重违反操作规程，引发大火后逃离现场；装修工程违法违规，层层多次分包，安全责任不落实；施工作业现场管理混乱，安全措施不落实，有明显抢工期、抢进度、突击施工的行为；事故现场违规使用大量易燃材料，导致大火迅速蔓延；有关部门安全监管不力，致使多次分包、多家作业和无证电焊工上岗，对停产后复工的项目安全管理不到位。
2011年6月9日，在调查报告完成后，国务院上海市静安区胶州路公寓大楼“11·15”特别重大火灾事故调查组向国务院提交了《国家安全监管总局关于上海市静安区胶州路公寓大楼“11·15”特别重大火灾事故调查处理意见的请示》，获得国务院批准同意。根据国务院批复的意见，并依照有关法律、规章规定，责成上海市安全生产监督管理局对事故相关单位按法律规定的上限给予经济处罚，对54名事故责任人作出处理，其中26名责任人被移送司法机关依法追究刑事责任。而28名责任人受到党纪、政纪处分，国务院亦责成上海市人民政府和市长韩正分别向国务院作出深刻检查。
在要求调查报告信息公开的信息公开与行政诉讼借束多年后，《上海市静安区胶州路公寓大楼“11·15”特别重大火灾事故调查报告》以非官方形式出现在数个在线文档网站上。

## 民间反应

### 民间悼念

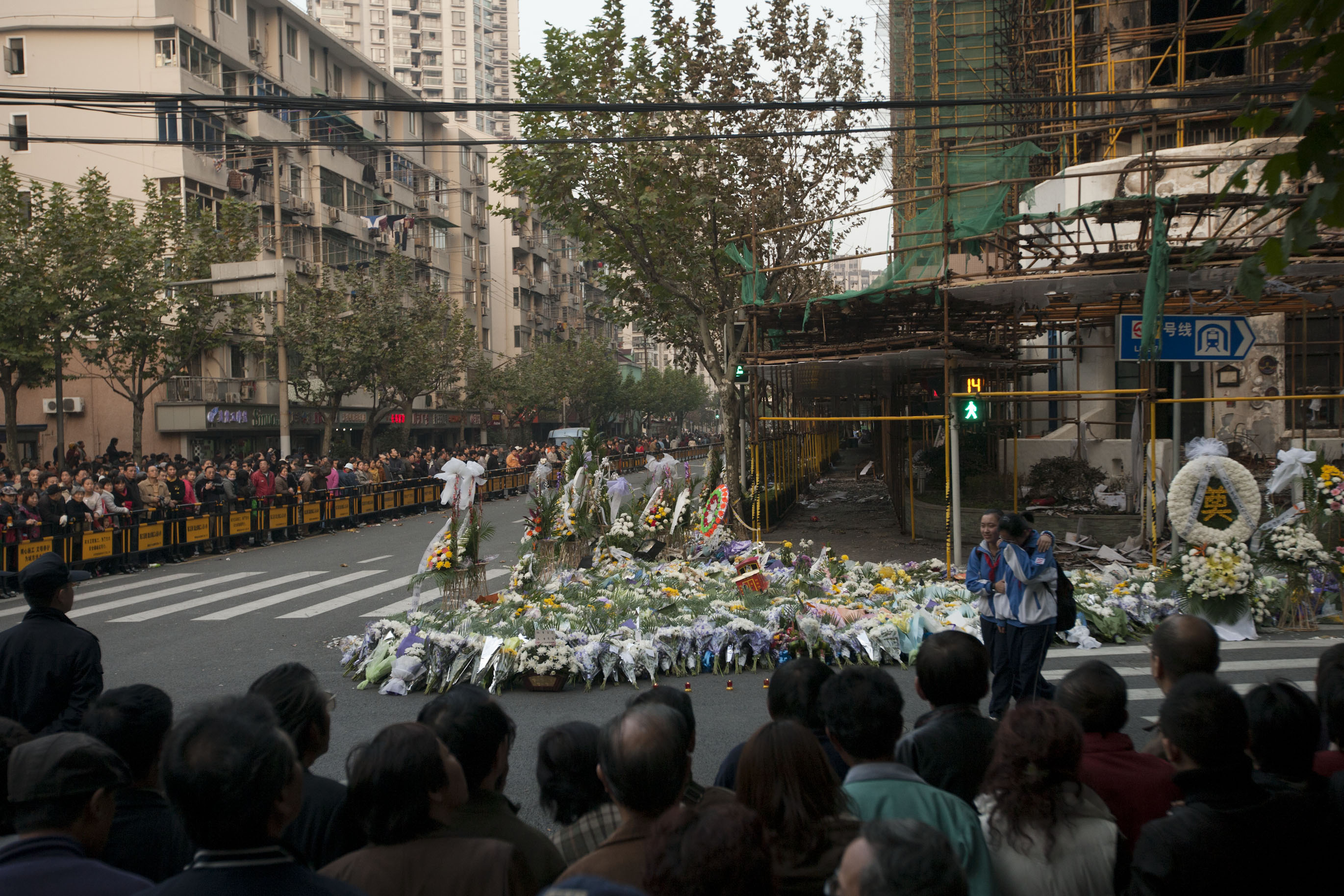
民众献花

11月21日，在事故发生后第七天，按照中国民间传统丧葬习俗，是“头七”的日子，而当天正逢周末假日，大批上海市民来到火灾现场悼念，队伍向南延伸约250米；市民们为遇难者献上白花、纸鹤、蜡烛等表达哀思。据估计当天大约10万民众前来献花。上海城市交响乐团则在获得官方临时许可后，现场演奏了《圣母颂》、《让世界充满爱》等歌曲。由于参加悼念的人数众多，上海市公安局封闭了临近火灾现场的周边路段，仅留下延平路一处供吊唁者进入。
五七当天，即2010年12月19日，传统上祭仪尤重。而据《华盛顿邮报》和《纽约时报》报导，上海官方将当日前去祭扫者带上离开现场的巴士，且未公开明确理由。

### 对官方的不满
遇难者家屬不满意政府仅追究几个民工的责任，要求嚴處責任人。香港《明报》报道數十名家屬至現場樓下悼念死難者並靜坐抗議。一些上海民眾指當局救援不力，指上海不久前舉行了迄今最大規模的應急救援綜合演習，2007年也在上海環球金融中心大廈演習中成功撲滅400米高層火災，但这次卻對100米的公寓束手無策。

### 要求善款发放信息公开
上海大火事故的受害者及家属质疑上海市慈善基金会的相关善款仅发放了420万人民币，还有近4,000万元去向不明，并委托律师袁裕来进行维权；而记者采访上海市民政局、静安区民政局、静安区红十字会、上海慈善基金会时，相关单位表示有相关明细但未提供。经过媒体曝光之后，上海慈善基金会才对外表示，实际已发放的善款有2,834.7万元，其中2010年度发放的988.39万元已经审计并公布，其余款项正按计划有序发放，后续的审计结果也会在媒体公开。同年9月20日，上海市慈善基金会静安分会向新华社记者披露，定向捐赠已发放104.62万元，待发放45.5万元；爱心帮扶已发放700万元，待发放1,350.5万元；专项爱心帮扶已发放2,030.08万元，待发放1,239.22万元。

### 要求调查报告信息公开
2012年2月20日，王閧等上海大火事故的受害者和家属21人，因不满事故调查报告没有全文披露给公众为由，向北京市高级人民法院提起行政诉讼，将中华人民共和国国务院告上法庭。2014年3月，国家安全生产监督管理总局对外披露《安全监管总局2013年政府信息公开工作年度报告》，提及2011年林鸣申请《上海市静安区胶州路公寓大楼“11·15”特别重大火灾事故调查报告》有关的行政复议已经完成了终裁，但没有透露结果。多年后，该《调查报告》以非官方形式出现在数个在线文档网站上。

### 對裝修工人（農民工）死傷的關注
輿論早期僅關注燒死的住戶，而較少關注這次負責政府維修工程的農民工。第一財經日報追訪了燒死的農民工的家庭背景，並以《静安火灾中被遗忘的农民工》為題。南方周末追訪了幸存農民工逃生的經過。對於多少農民工燒死，北京晚報報導「整栋失火大楼正在作业的民工鲜有关注。到底当时有多少民工？失踪民工究竟有多少？确认遇难或失踪的民工家属将得到怎样的赔偿？」

## 司法追责
2011年6月27日，上海市第二中级人民法院受理了对该案件责任人提起的的六起刑事诉讼案件。2011年8月2日下午，上海市二中院就这六起诉讼案做出宣判，高伟忠、姚亚明、周建民、张权犯滥用职权罪，高伟忠、周建民、张权、冯伟、黄佩信、马义镑犯受贿罪，黄佩信、马义镑、沈大同、陶忱、董放等共19人犯重大责任事故罪，杨为民、张利、支上邦、沈建丰犯行贿罪，姜建东犯单位行贿罪，28名被告人分获有期徒刑十六年至免予刑事处罚不等的刑事追究，违法所得一切财物予以追缴。同年8月31日，其中8名被告提出的上诉被上海市高级人民法院驳回，维持原判。

## 流行文化

### 《小时代》
取材于这起真实灾难，作家郭敬明创作的系列长篇小说《小时代》在故事结尾处通过描写唐宛如新居的地址、收音机提示当天时间为2010年11月15日、天边红色艳丽的火烧云、宫洺拉住林萧和一年后上海市民为遇难者献上雏菊祭奠等片段含蓄地指出，除发生事故时正在乘车赶往聚会地点的林萧、宫洺二人和已离开上海的卫海、简溪、席城等少部分人物幸免外，小说中的大部分主人公都参与了唐宛如搬入静安区出事公寓后的新居聚会，并在这场重大火灾中不幸遇难，而全系列小说则就此以多数人物死亡的悲剧情节收尾。

### “鱼素鸡七喜”
火灾后，部分网民认为上海市政府救灾不力，并对时任中共上海市委书记俞正声有所不满。而网络上开始流传一张图片，内容为有人将鱼形状日式煎饼一块、素鸡若干、七喜饮料一瓶放于火灾现场悼念死者，有网民将这道图片中的“菜”叫做“鱼素鸡七喜”，即上海话“俞书记去死”的谐音。

## 现状
在火灾发生4年以后，依然有人前来悼念。受灾的静安教师公寓楼栋业已废置，大楼四周已安上防护窗，楼旁设置了围墙，围墙大门一侧刷写“消防安全”的标语，另一侧则是立邦刷新服务的广告；整栋楼体被刷成了水泥色，门禁严密外人无法进入。因罹难者中有一位人缘较好的申花球迷，故有部分足球迷前来在大门口放置全新的球衣以悼念这名死者。但当球迷希望能将鲜花献至楼底时，看守此楼的保安表示，根据上级要求，鲜花和纪念物只能摆放大门口，并由相关工作人员进行处理。而据环卫工人称，前来祭奠的人已经一年比一年少。

## 思考与检讨
《南都周刊》认为在火灾头七时市民的悼念活动是上海市民精神觉醒的体现，也是市民社会复苏的信号。也有评论指出，在有轻判情节的情况下，司法机关对两名电焊工予以轻判，化解了公众对两名电焊工是否会担其不应担之重责的担忧，彰显了法律正义，也对部分工程公司动辄将责任推给弱势群体做出了警示。
清华大学公共安全中心研究员李进接受央视财经频道“经济半小时”节目采访时表示，高层建筑火灾扑救一直是是国际性的消防难题，目前只能靠日常防范，而一旦发生灾事故，救援会有很大困难。《新民周刊》援引公安部上海消防研究所不具名专家指出，高层建筑大火大多都发生于在建、在维修工程——如央视配楼火灾等，而电焊焊渣是本次火灾的引火火源，并建议以上海国际金融中心工程的消防措施作为榜样；同时，也指出公安消防部门的消防设备并非不足，而应该更加科学合理地配置；此外，《新民周刊》记者提及，火灾逃生禁用电梯是一种误区，应该合理使用电梯逃生。《经济观察报》的记者分析认为，大楼所进行的节能综合改造所使用的聚氨酯节能材料亦可能是导致火势猛烈和散发毒气的元凶，这种材料阻燃性差，一旦被点燃就会快速释放毒气，而类似由外墙易燃材料引发的高层建筑事故，在中国已经发生多起。
2010年11月18日的中国中央电视台《新闻1+1》节目中，白岩松等人评论称，造成伤亡特别严重的原因是因为居民逃生意识差、消防设施差、工程监理漏洞大等多重原因。《新世纪》周刊的记者不仅反思了高层建筑节能带来的消防安全隐患，更谈及了上海市人民政府将电焊工人立即拘留所引发的舆论声浪。部分受害者家属曾希望让事发大楼刻上遇难者名字，并成为警示消防安全、悼念遇难死者的纪念碑；上海市官方则考虑将每年11月15日设为上海市城市安全日，以永远铭记这次事故的惨痛教训。
中國青年報專題回顧和比較了同为燒焊工人導致火災的1996年香港嘉利大廈大火，重點報導了香港政府的調查制度「獨立調查委員會」、各部門對報告的回應、與法例補救，並採訪了該獨立調查委員會主席胡國興法官。